# Књижевни родови и врсте
Књижевни родови представљају категорију књижевног састава. Жанр могу одредити књижевне технике, тон, садржај, или чак (као у случају фантастике) дужина. Разлике између родова и врста су флексибилне и лабаво дефинисане, често са подгрупама. Разлике између жанрова и категорија су флексибилне и лабаво дефинисане, а чак се и правила која одређују жанрове мењају током времена и прилично су нестабилна.
Према начину књижевно-песничког стварања, уметничка књижевност се дели на три рода: лирику, епику и драму.

## Лирика
Лирика обухвата краћа књижевна дела у стиховима у којима њихови аутори - песници, износе (описују, изражавају) своја осећања, виђења и схватања живота и света. Своја осећања, мисли и размишљања лирски песници исказују непосредно. Лирика се дели на следеће лирске врсте песама: елегије, описне песме, љубавне песме, социјалне песме, родољубиве песме, мисаоне песме, сатиричне песме, хумористичке песме.
- Елегије[7][8] су старе колико и поезија. Још је староримски песник Овидије написао чувену збирку елегија са Црног мора. Животна пролазност, губитак драгих бића, жал за младошћу и неостварене љубави су вечите теме и непресушни извори елегија. Елегије су писали многи песници: Бранко Радичевић, Јован Јовановић Змај, Владислав Петковић Дис...
- Описне (дескриптивне) песме су врсте лирских песама у којима песник слика природу и њене појаве. Субјективност при опису - сликању природе проистиче из песниковог односа према њој. Скоро да нема песника који није писао ову врсту поезије: Бранко Радичевић, Јован Јовановић Змај, Војислав Илић, Десанка Максимовић, Стеван Раичковић...
- Љубавне песме[9][10] су писали сви песници икада, јер је то најлепше и најплеменитије осећање које живо биће прожима. О срећи и патњи, о лепоти и младости, о нади и безнађу испевано је безброј стихова. У старом Риму о љубави су певали велики песници: Ктул, Проперције и Тибул, у средњем веку Петрарка и деспот Стефан Лазаревић, а у новије време Десанка Максимовић, Јован Јовановић Змај, Бранко Радичевић, Алекса Шантић, Јован Дучић...
- Социјалне песме су опевани бројни социјални моменти: тежак живот људи, беда и сиромаштво и многе друге социјалне неправде. Писали су их: Алекса Шантић, Добриша Цесарић, Војислав Илић, Вељко Петровић, Оскар Давичо...
- Родољубиве песме су према отаџбини и народу трајна инспирација за сваког правог песника. Разноврсни мотиви су обрађени у безброј песама, како претходних генерација песника наше и светске поезије, тако и наших савременика, као што су: Ђура Јакшић, Душан Васиљев, Десанка Максимовић, Милош Црњански, Добрица Ерић...
- Мисаоне (рефлексивне) песме су оне лирске песме у којима су животне истине опеване са много емотивности и полета. Ове песме, својом садржином и песничким порукама, веома снажно утичу на читаоце, те због тога досежу висок домет најуверљивијег поетско-песничког садржаја. Ову врсту поезије су писали: Милан Ракић, Васко Попа, Миодраг Павловић...
- Сатиричне песме су оне у којима песници критикују, исмејавају и извргавају руглу слабости појединца и друштва у целини (глупост, саможивост, кукавичлук, издају, искључивост, апсолутизам). Од старог Рима до данас испевано је много сатиричних песама. Неке од њих написали су: Јован Јовановић Змај, Ђура Јакшић, Бранислав Нушић, Војислав Илић...
- Хумористичке песме за разлику од сатиричних имају за циљ да насмеју и развеселе, али и да поуче. Наши познати песници хумора и шала су: Бранко Ћопић, Душко Радовић, Влада Булатовић, Миле Станковић...

## Епикa
За разлику од лирике, епика приповеда и описује. Приповеда о подвизима и доживљајима, описује догађаје, људе и пределе. Епска дела имају богату и сложену фабулу: следе животне путеве јунака који су често замршени и пуни успона и падова. Епику чине дела у стиховима и прози: еп (спев), поема, роман, приповетка, новела, цртица, афоризам и остале прозне врсте.
- Еп (спев), епско уметничко дело у стиху.[12][13] Приповедање у епу тече постепено и сликовито. Због обимности, због епске експозиција, заплет, кулминација, перипетија и расплет су етапе кроз које се одвија догађај. У старогрчкој књижевности познати епови су Илијада и Одисеја,[14][15][16] у индијској Махабхарата и Рамајана, а такође су их писали и песници средњег века: Иван Гундулић, Иван Мажуранић...
- Поема спада у епско-лирску поезију, јер се у њој опевају догађаји и осећања, односно и епски и лирски елементи. У нашој поезији поеме су писали: Иван Горан Ковачић, Скендер Куленовић, Славко Вукосављевић, Оскар Давичо, а у светској: Џорџ Гордон Бајрон, Александар Сергејевич Пушкин, Шандор Петефи...
- Роман се појавио још у старом веку, грчкој књижевности, а име је добио у средњем веку. Обрађује најразличитије теме. У њему се сусрећу различити карактери и сликају многе животне прилике. Захваљујући његовој обимности и отворености према животу у свету, пружа много података о људима и времену које описује. Постоје многе врсте романа: аутобиографски, биографски, фантастични и научно-фантастични, пустоловни, криминалистички, историјски и легендарни, хумористички, публицистички и сатирични. Најпознатији романописци светске и наше књижевности су: Виктор Иго, Мигел Сервантес, Оноре де Балзак, Томас Ман, Иво Андрић, Меша Селимовић, Добрица Ћосић, Милорад Павић, Данко Поповић, Александар Тишма...
- Приповетка је епско дело мањег обима. У приповеци се прича о једном догађају (доживљају) из живота главног јунака. Радња је у њој динамична, приповедање је сажето, збијено, а композиција веома језгровита и чврста. Приповетка може бити веома разноврсна: авантуристичка, социјална, сеоска, градска, ратна, фантастична, сатирична, сентиментална, романтична, реалистична... Само неки од писаца приповедака су: Иво Андрић, Бора Станковић, Симо Матавуљ, Данило Киш, Антоније Исаковић, Александар Тишма, Данко Поповић...
- Новела се међу прозним и епским делима налази између приповетке и романа, и то више по својој структури уметничког обликовања, него по дужини. У новели се на сажет, јасан и занимљив начин, и јединственој композиционој целини, приповедају разни догађаји из живота људи. Оснивач новеле је Италијан Ђовани Бокачо, а писали су је и Француз Гиј де Мопасан, Руси Антон Павлович Чехов и Максим Горки, Немац Томас Ман. Од наших новелиста најпознатији су: Симо Матавуљ, Лаза Лазаревић, Иво Андрић...
- Цртица је кратка прича у којој књижевник веома сажето обрађује одређене теме из живота људи (мисли и расположења, живот и искуства). Цртице су писали: Иван Цанкар, Влада Булатовић...
- Афоризам је кратка и духовита изрека која садржи само једну мисао о човеку и свету у којем живи. Најпознатији афористичари су: Станислав Лец, Влада Булатовић, Милован Витезовић, Милован Илић Минимакс, Миодраг Тодоровић...
- Остале прозне врсте
  - Путопис. Опис људи, предела и места кроз која књижевни стваралац путује и изношење утисака и размишљања о ономе што се видело и чуло на том путу. Познати путописци су: Љуба Ненадовић, Растко Петровић, Исидора Секулић...
  - Биографија и аутобиографија. Књижевно дело у коме књижевни стваралац описује живот значајне личности зове се биографија - Свети Сава, биографија свога оца Стефана Немање, а када описује сопствени живот, тада се назива аутобиографија - Бранислав Нушић...
  - Дневник је књижевна врста у којој се воде дневни догађаји, са обележеним данима и датумима, било да се то води за себе или за неку значајнију личност. Неки писци дневника су: Владимир Назор, Владимир Дедијер...
  - Мемоаре пишу познати појединци да би отели од заборава сећање од људи са којима су се сретали и догађаје у којима су учествовали. У књижевности су познати мемоари које су написали: Прота Матеја Ненадовић, Винстон Черчил, Франсоа Митеран...